# Феранек
Феранек (перс: فَرانَک )  — персонаж персидского эпоса « Шахнаме» . Она жена Атвии и мать Ферейдуна.

## Имя
Феранек происходит от слова Parvaneh, что означает «бабочка» на персидском языке. Как и во многих других словах и именах в персидском языке, буква "П" была преобразована в "Ф" в постарабский период, поскольку буква "П" не существует в арабском языке. Парванак, что означает «маленькая бабочка», является другим названием персидской рыси или каракала, также называемого сиах-гуш سیاه‌گوش , что на персидском означает «черноухий». И имя siah-goosh («черноухий»), и parvânak («маленькая бабочка») относятся к заостренным длинным чёрным ушам персидской рыси, которые выглядят как бабочки. Персидская рысь или каракал сопровождают льва, поскольку лев является сильным охотником и часто оставляет немного еды для рыси, которая намного меньше кошки. В свою очередь, рысь обладает гораздо более сильным обонянием и может привести льва к добыче.